# Gare d'Iga-Kambe
La gare d'Iga-Kambe (伊賀神戸駅, Iga-Kambe-eki) est une gare ferroviaire de la ville d'Iga, dans la préfecture de Mie au Japon. La gare est gérée par les compagnies Kintetsu et Iga Railway.

## Situation ferroviaire
La gare de Iga-Kambe est située au point kilométrique (PK) 75,5 de la ligne Kintetsu Osaka. Elle marque la fin de la ligne Iga.

## Histoire
La gare est inaugurée le 10 octobre 1930.

## Service des voyageurs

### Accueil
La gare dispose d'un bâtiment voyageurs, avec guichets, ouvert tous les jours.

### Desserte
- Ligne Kintetsu Osaka :
  - voie 1 : direction Ise-Nakagawa, Ujiyamada et Kashikojima
  - voie 2 : direction Nabari et Osaka-Uehommachi
- Ligne Iga :
  - voie 5 : direction Iga-Ueno